# Tustika
Tustika (krasula; lat. Crassula), rod biljaka iz porodice Crassulaceae. Ovaj rod ima predstavnike u mnogim područjima, ali vrste koje su koriste u vrtnom uzgoju dolaze većinom iz južne Afrike.
Crassula se lako razmnožava rezanjem pojedinih dijelova biljke (list, stabljika). Većina vrsta tolerira umjerenu hladnoću. Omiljena vrsta koja se uzgaja u domaćinstvima je japansko drvo novca, drvo novca, dolar drvo, parac ili krasula (Crassula ovata).

## Opis
Rod Crassula jedan je od najrazličitijih rodova sukulenata, koji morfološki varira od sićušnih jednogodišnjih biljaka i vodenih vrsta (kao što je invazivna C. helmsii) do grmolike ili stablaste C. ovata. Postoji više od 300 vrsta u rodu, od kojih se oko 150 nalazi u južnoj Africi. Prethodne klasifikacije uključivale su obitelj Crassulaceae unutar Rosales, ali sada je ova porodica uključena u red Saxifragales (Stevens, 2012.); Taksonomsko stablo kompendija još treba ažurirati u tom pogledu.
Naziv Crassula je deminutiv od latinskog crassus, što znači debeo, što se odnosi na mesnatu prirodu roda u cjelini. Ime vrste ovata znači jajoliki, što se odnosi na oblik lišća (Malan i Notten, 2005.). Prvi put opisana kao Cotyledon ovata od strane Phillipa Millera u Gardening Dictionary iz 1768. godine, vrsta je prenesena u Crassula ovata od strane Georgea Drucea 1917. godine (Druce, 1917.).
Tustika se ne smije brkati s rodom tustica (Pinguicula).

## Vrste
1. Crassula acinaciformis Schinz
2. Crassula alata (Viv.) A.Berger
3. Crassula alba Forssk.
4. Crassula alcicornis Schönland
5. Crassula alpestris L.f.
6. Crassula alsinoides (Hook.f.) Engl.
7. Crassula alstonii Marloth
8. Crassula alticola R.Fern.
9. Crassula ammophila Toelken
10. Crassula ankaratrensis Desc.
11. Crassula anso-lerouxiae van Jaarsv.
12. Crassula aphylla Schönland & Baker f.
13. Crassula aquatica (L.) Schönland
14. Crassula arborescens (Mill.) Willd.
15. Crassula atropurpurea (Haw.) D.Dietr.
16. Crassula aurusbergensis G.Will.
17. Crassula ausensis Hutchison
18. Crassula badspoortensis van Jaarsv.
19. Crassula barbata Thunb.
20. Crassula barklyi N.E.Br.
21. Crassula basaltica Brullo & Siracusa
22. Crassula bergioides Harv.
23. Crassula bevilanensis Desc.
24. Crassula biplanata Haw.
25. Crassula brachystachya Toelken
26. Crassula brevifolia Harv.
27. Crassula calcarea N.H.G.Jacobsen
28. Crassula campestris (Eckl. & Zeyh.) Endl.
29. Crassula capensis (L.) Baill.
30. Crassula capitella Thunb.
31. Crassula ciliata L.
32. Crassula clavata N.E.Br.
33. Crassula closiana (Gay) Reiche
34. Crassula coccinea L.
35. Crassula colligata Toelken
36. Crassula colorata (Nees) Ostenf.
37. Crassula columella Marloth & Schönland
38. Crassula columnaris L.f.
39. Crassula compacta Schönland
40. Crassula congesta N.E.Br.
41. Crassula connata (Ruiz & Pav.) A.Berger
42. Crassula cooperi Regel
43. Crassula corallina L.f.
44. Crassula cordata Thunb.
45. Crassula cordifolia Baker
46. Crassula cotyledonis Thunb.
47. Crassula cremnophila van Jaarsv. & A.E.van Wyk
48. Crassula crenulata Thunb.
49. Crassula cultrata L.
50. Crassula cymbiformis Toelken
51. Crassula cymosa P.J.Bergius
52. Crassula deceptor Schönland & Baker f.
53. Crassula decidua Schönland
54. Crassula decumbens Thunb.
55. Crassula deltoidea Thunb.
56. Crassula dentata Thunb.
57. Crassula dependens Bolus
58. Crassula depressa (Eckl. & Zeyh.) Toelken
59. Crassula dichotoma L.
60. Crassula dodii Schönland & Baker f.
61. Crassula drummondii (Torr. & A.Gray) Fedde
62. Crassula elatinoides (Eckl. & Zeyh.) Friedrich
63. Crassula elegans Schönland & Baker f.
64. Crassula elsieae Toelken
65. Crassula ericoides Haw.
66. Crassula exilis Harv.
67. Crassula expansa Aiton
68. Crassula exserta (Reader) Ostenf.
69. Crassula extrorsa Toelken
70. Crassula fallax Friedrich
71. Crassula fascicularis Lam.
72. Crassula filiformis (Eckl. & Zeyh.) D.Dietr.
73. Crassula flanaganii Schönland & Baker f.
74. Crassula flava L.
75. Crassula foveata van Jaarsv.
76. Crassula fragarioides van Jaarsv. & Helme
77. Crassula fusca Herre
78. Crassula × garciae (P.V.Heath) G.D.Rowley
79. Crassula garibina Marloth & Schönland
80. Crassula gemmifera Friedrich
81. Crassula globularioides Britten
82. Crassula glomerata P.J.Bergius
83. Crassula grammanthoides (Schönl.) Toelken
84. Crassula granvikii Mildbr.
85. Crassula grisea Schönland
86. Crassula helmsii (Kirk) Cockayne
87. Crassula hemisphaerica Thunb.
88. Crassula hirsuta Schönland & Baker f.
89. Crassula hirtipes Harv.
90. Crassula humbertii Desc.
91. Crassula hunua A.P.Druce
92. Crassula inandensis Schönland & Baker f.
93. Crassula inanis Thunb.
94. Crassula intermedia Schönland
95. Crassula kirkii (Allan) A.P.Druce & Given
96. Crassula lactea Aiton
97. Crassula lanuginosa Harv.
98. Crassula lasiantha E.Mey. ex Harv.
99. Crassula latibracteata Toelken
100. Crassula leachii R.Fern.
101. Crassula longipes (Rose) M.Bywater & Wickens
102. Crassula macowaniana Schönland & Baker f.
103. Crassula manaia A.P.Druce & Sykes
104. Crassula maputensis R.Fern.
105. Crassula × marchandii Friedrich
106. Crassula mataikona A.P.Druce
107. Crassula mesembrianthemopsis Dinter
108. Crassula mesembryanthoides (Haw.) D.Dietr.
109. Crassula micans Vahl ex Baill.
110. Crassula minuta Toelken
111. Crassula minutissima Skottsb.
112. Crassula mollis Thunb.
113. Crassula montana L.f.
114. Crassula morrumbalensis R.Fern.
115. Crassula moschata G.Forst.
116. Crassula multicaulis (Petrie) A.P.Druce & Given
117. Crassula multicava Lem.
118. Crassula multiceps Harv.
119. Crassula multiflora Schönland & Baker f.
120. Crassula muricata Thunb.
121. Crassula muscosa L.
122. Crassula namaquensis Schönland & Baker f.
123. Crassula natalensis Schönland
124. Crassula natans Thunb.
125. Crassula nemorosa (Eckl. & Zeyh.) Endl.
126. Crassula nodulosa Schönland
127. Crassula nudicaulis L.
128. Crassula numaisensis Friedrich
129. Crassula nyikensis Baker
130. Crassula oblanceolata Schönland & Baker f.
131. Crassula obovata Haw.
132. Crassula obtusa Haw.
133. Crassula orbicularis L.
134. Crassula ovata (Mill.) Druce
135. Crassula pageae Toelken
136. Crassula pallens Schönland & Baker f.
137. Crassula papillosa Schönland & Baker f.
138. Crassula peculiaris (Toelken) Toelken & Wickens
139. Crassula peduncularis (Sm.) Cambess.
140. Crassula pellucida L.
141. Crassula peploides Harv.
142. Crassula perfoliata L.
143. Crassula perforata Thunb.
144. Crassula phascoides (Griseb.) M.Bywater
145. Crassula planifolia Schönland
146. Crassula plegmatoides Friedrich
147. Crassula pruinosa L.
148. Crassula pseudhemisphaerica Friedrich
149. Crassula pubescens Thunb.
150. Crassula pustulata Toelken
151. Crassula pyramidalis Thunb.
152. Crassula qoatlhambensis Hargr.
153. Crassula quadrifaria N.Jacobsen
154. Crassula rhodesica (Merxm.) Wickens & M.Bywater
155. Crassula rogersii Schönland
156. Crassula roggeveldii Schönland
157. Crassula ruamahanga A.P.Druce
158. Crassula rubricaulis Eckl. & Zeyh.
159. Crassula rudolfii Schönland & Baker f.
160. Crassula rupestris L.f.
161. Crassula saginoides (Maxim.) M.Bywater & Wickens
162. Crassula sarcocaulis Eckl. & Zeyh.
163. Crassula sarmentosa Harv.
164. Crassula saxifraga Harv.
165. Crassula scabra L.
166. Crassula × scabrella Haw.
167. Crassula schimperi Fisch. & C.A.Mey.
168. Crassula sebaeoides (Eckl. & Zeyh.) Toelken
169. Crassula sediflora (Eckl. & Zeyh.) Endl.
170. Crassula sericea Schönland
171. Crassula × serpentaria Schönland
172. Crassula setulosa Harv.
173. Crassula sieberiana (Schult. & Schult.f.) Druce
174. Crassula simulans Schönland
175. Crassula sinclairii (Hook.f.) A.P.Druce & Given
176. Crassula sladenii Schönland
177. Crassula smithii van Jaarsv., D.G.A.Styles & G.McDonald
178. Crassula socialis Schönland
179. Crassula solieri (Gay) F.Meigen
180. Crassula southii Schönland
181. Crassula spathulata Thunb.
182. Crassula streyi Toelken
183. Crassula strigosa L.
184. Crassula subacaulis Schönland & Baker f.
185. Crassula subaphylla (Eckl. & Zeyh.) Harv.
186. Crassula subulata L.
187. Crassula susannae Rauh & Friedrich
188. Crassula tabularis Dinter
189. Crassula tecta Thunb.
190. Crassula tenuicaulis Schönland
191. Crassula tenuipedicellata Schönland & Baker f.
192. Crassula tetragona L.
193. Crassula thunbergiana Schult.
194. Crassula tillaea Lest.-Garl.
195. Crassula tomentosa Thunb.
196. Crassula tuberella Toelken
197. Crassula umbella Jacq.
198. Crassula umbellata Thunb.
199. Crassula umbraticola N.E.Br.
200. Crassula undulata Haw.
201. Crassula vaginata Eckl. & Zeyh.
202. Crassula vaillantii (Willd.) Roth
203. Crassula venezuelensis (Steyerm.) M.Bywater & Wickens
204. Crassula vestita Thunb.
205. Crassula viridis (S.Watson) M.Bywater & Wickens
206. Crassula volkensii Engl.
207. Crassula werneri N.H.G.Jacobsen
208. Crassula whiteheadii Harv.
209. Crassula zombensis Baker f.

### Kultivirane
- Crassula 'Buddha's Temple'
- Crassula 'Coralita'
- Crassula 'Dorothy'
- Crassula 'Fallwood'
- Crassula 'Ivory Pagoda'
- Crassula 'Morgan's Beauty'
- Crassula 'Tom Thumb'
- Crassula 'Justus Corderoy'